# Melody Klaver

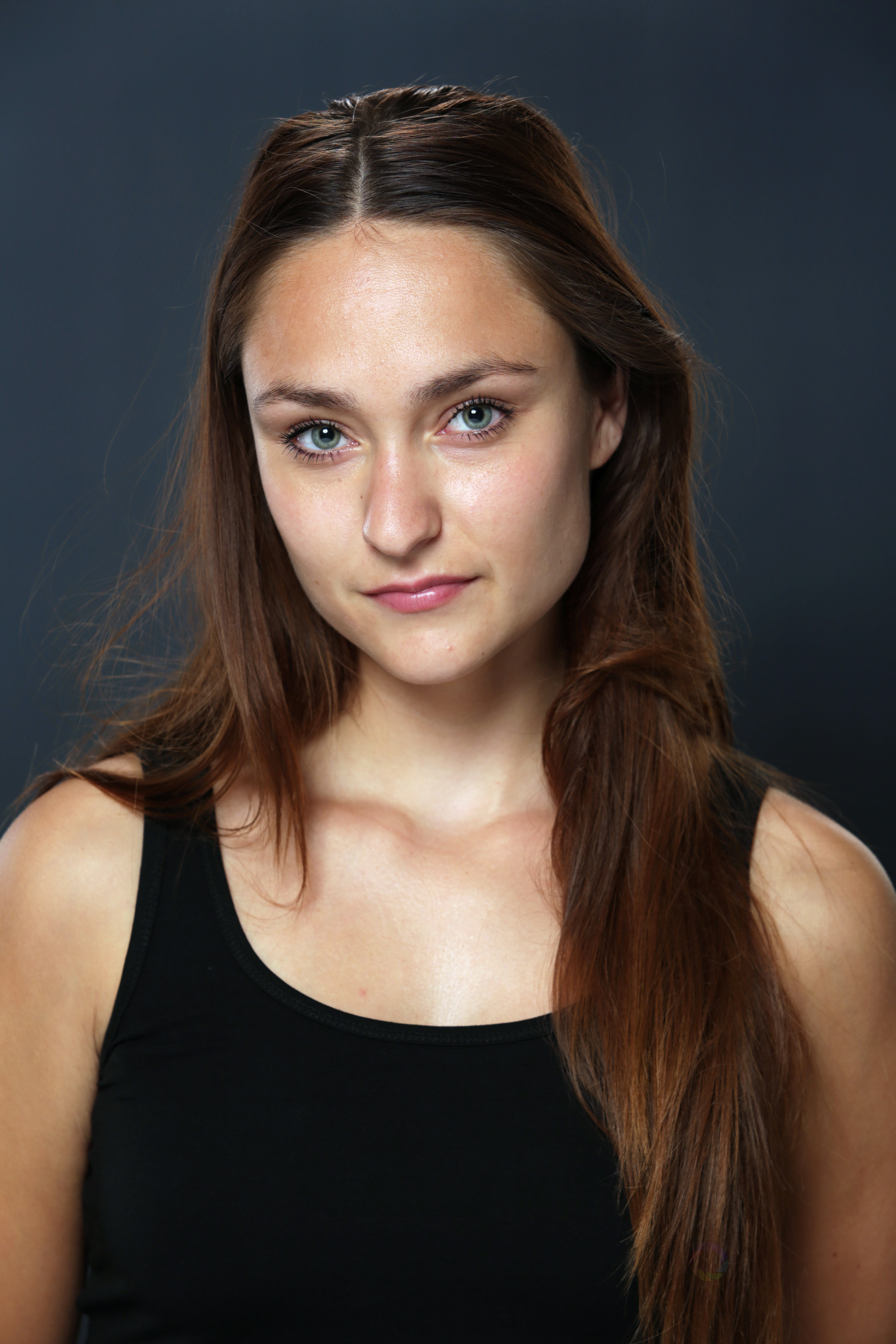
Melody Klaver (2015)

Melody Zoë Klaver (* 9. September 1990 in Amsterdam) ist eine niederländische Schauspielerin.

## Berufliche Laufbahn
Klaver war in ihrer Kindheit als Model tätig und trat als Vierjährige in der niederländischen Version der Mini Playback Show auf.
Als Elfjährige trat sie im Musical 101 Dalmatiner auf und ein Jahr später im Musical The Sound of Music.
Sie übernahm 2003 eine Rolle im Fernsehfilm Mijn zusje Zlata  und spielte ein Jahr später im Kurzfilm Doors mit. Danach übernahm sie verschiedene Rollen in unterschiedlichen Fernsehserien und Kinofilmen.
Klaver übernahm 2008 die Rolle der „Erica“ im Film Oorlogswinter. Der Film ist auch unter dem englischen Titel Winter in Wartime bekannt und wurde 2009 unter anderem für den Filmpreis Satellite Award nominiert.
Sie war 2006 für den Preis des niederländischen Film Festival Goldenes Kalb für ihre Darstellung im Film Diep nominiert und erhielt 2009 den Rembrandt Award als beste niederländische Schauspielerin.

## Filmografie (Auswahl)

### Filme
- 2004: Doors
- 2005: Diep
- 2006: Langer licht (International: Northern Light)
- 2006: Afblijven (International: XTC Just Don't Do It)
- 2008: Mein Kriegswinter (Oorlogswinter)
- 2010: Schemer (International: Dusk)
- 2018: Rafaël

### Fernsehfilme/-serien
- 2003: Mijn zusje Zlata (TV-Film)
- 2004: Het glazen huis (1 Episode)
- 2007: Rollercoaster (TV-Film)
- 2007: De Daltons, de jongensjaren (1 Episode)
- 2008: Roes (1 Episode)
- 2009: De hoofdprijs (11 Episoden)
- 2009: De co-assistent (1 Episode)
- 2010: Flikken Maastricht (1 Episode)
- 2017: Silk Road – Könige des Darknets (Silk Road)
- 2022: Die goldene Stunde (Het gouden uur) (4 Episoden)
- 2023: Arcadia – Du bekommst was du verdienst (Arcadia) (8 Episoden)